# Wong Gok Ka Moon
As Tears Go By ou Mong Kok Carmen (旺角卡門, Wàngjiǎo kǎmén em mandarim; Brasil: Conflito Mortal / Portugal: Ao Sabor da Ambição) é um filme honconguês, dirigido e escrito por Wong Kar-Wai e lançado em 1988.
Primeiro longa-metragem do cineasta, é estrelado por Andy Lau, Maggie Cheung e Jacky Cheung e inspirado em "Mean Streets", de Martin Scorsese.
Foi premiado no Festival de Cinema de Hong Kong de 1989 nas categorias Melhor ator coadjuvante (Jackie Cheung Hok-yau) e Direção de Arte.

## Sinopse
O longa conta a história Ah Wah (Andy Lau), líder de gangue de rua que se apaixona pela prima Ngor (Maggie Cheung), presente em Hong Kong para cuidar da saúde.